# 說轉部
說轉部（或）是早期佛教部派之一，又稱為說度部、相續部或無上部。繼承了《大毘婆沙論》所稱的譬喻者的理論傳統，是經量部的前身。《異部宗輪論》所記載的經量部宗義基本上屬於說轉部。

## 概述
說轉部源自於說一切有部的譬喻師，因為此派認為「諸薀有從前世轉至後世」，故稱為說轉部，有傳說其祖師為鬱多羅尊者。在南傳《島史》中記載從說轉部分出經量部，北傳《舍利弗問經》中二者是並列的部派，在失譯的《十八部論》和真諦譯《部執異論》的十八部派記載中二部合一而說轉部為本名，在玄奘譯《異部宗輪論》中改稱為經量部為本名。

## 宗義

### 譬喻者
譬喻者的三世觀不被《大毘婆沙論》認可，譬喻者堅持「異生不能斷諸煩惱」舊說，北涼浮陀跋摩譯《阿毘曇毘婆沙論》記載：
|  | 三法，過去法、未來法、現在法。云何過去法？答曰：過去五陰。云何未來法？答曰：未來五陰。云何現在法？答曰：現在五陰。問曰：何故作此論？答曰：為止併義者意故，如譬喻者，作如是說：世是常，行是無常。行行世時，如物從器至器；猶如多人，從一舍至一舍；諸行行世，亦復如是。 此三結，幾見道斷，幾修道斷；乃至九十八使，幾見道斷，幾修道斷。問曰：何故作此論？答曰：或有說，凡夫不能離欲，聖人不能以世俗道斷結，如譬喻者，尊者佛陀提婆作如是說：若凡夫人，不能斷結，而能制纏。如是說者，名不覆說。問曰：彼何故作是說耶？答曰：依佛經故，佛經說：「比丘當知！若以聖慧，知見法者，是名為斷。」凡夫人，無有聖慧，無聖慧故，不名為斷。……為斷如是說者意，亦明：凡夫人能離欲，世俗道能斷結故，而作此論。 |

### 說轉部
說轉部的核心宗義就是「說諸薀有從前世轉至後世」，並以此而得名說轉部，《異部宗輪論》除了與其更早版本即《十八部論》相比多出了經量部的“異生位中亦有聖法”和“一味蘊”宗義之外，記載的仍是說轉部宗義：
|  | 其經量部本宗同義。謂說諸薀有從前世轉至後世，立說轉名。非離聖道有薀永滅。有根邊薀，有一味薀。異生位中亦有聖法。執有勝義補特伽羅。餘所執多同說一切有部。 |

說轉部認為有根本蘊，故有根本蘊與客蘊，或根本蘊與作用蘊之分。

提出“外法緣生”的《佛阿毘曇經》和《稻芉經》已經反駁了說轉部的核心宗義，《稻芉經》：
|  | 無有法從此世至他世。但業果莊嚴眾緣和合便生。 |

## 學術研究
學者 Dutt 認為銅鍱部即為說轉部，為經量部的前身。